# L'Horrible Cas du docteur X
Pour plus de détails, voir Fiche technique et Distribution.

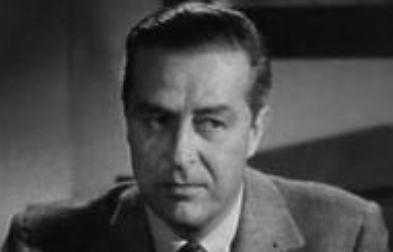
Ray Milland est le Dr X

L'Horrible Cas du docteur X (X: The Man with the X-Ray Eyes) est un film de science-fiction américain de Roger Corman, sorti en 1963.

## Synopsis
Le Dr Xavier a mis au point un liquide révolutionnaire qui permet d'étendre la vision au-delà du spectre visible. Il décide de le tester sur lui-même et obtient des résultats prometteurs, devenant capable de lire à travers une feuille de papier ou de voir les organes d'une patiente. En poursuivant les essais, il se rend compte que sa vision devient de plus en plus perçante mais aussi de moins en moins supportable.

## Fiche technique
- Titre français : L'Horrible Cas du docteur X
- Titre original : X: The Man with the X-Ray Eyes
- Réalisation : Roger Corman
- Scénario : Robert Dillon et Ray Russell d'après une histoire de Ray Russell
- Production : Roger Corman
- Musique : Les Baxter
- Image : Floyd Crosby
- Montage : Anthony Carras
- Date de sortie :
  - États-Unis : 18 septembre 1963

## Distribution
- Ray Milland : Dr James Xavier
- Diana Van der Vlis : Dr Diane Fairfax
- Harold J. Stone : Dr Sam Brant
- John Hoyt : Dr Willard Benson
- Don Rickles : Crane
- Morris Ankrum : M. Bowhead
- John Dierkes : Le prêcheur
- Kathryn Hart : Mme Mart
- Vicki Lee : La jeune patiente
- Barboura Morris : L'infirmière de la jeune patiente
- Jonathan Haze : Un perturbateur
- Dick Miller : Un perturbateur
- Jeffrey Sayre : Assistant croupier
- Lorrie Summers : Danseuse à la soirée

## Production
Tourné en à peine 3 semaines avec un budget de 300 000 dollars, le film aborde le thème peu courant de « l'ultravision ». Ici, pas de superhéros (on est loin de l'univers de Superman qui possède un don similaire) mais un docteur qui découvre le monde qui l'entoure sous un nouveau jour et va avoir bien du mal à s'adapter à ce profond changement.

## La fin du film
La conclusion est résolument lovecraftienne, l'œuvre de Lovecraft ayant d'ailleurs inspiré le réalisateur Roger Corman de façon plus significative la même année dans son autre film La Malédiction d'Arkham.
Une rumeur a longtemps circulé, prétendant qu'après avoir ôté ses yeux, le Dr Xavier s'écrit « Je vois encore ! ». Cette rumeur a été relayée par l'auteur Stephen King à la fin des années 1970 dans son recueil Danse macabre. En 2001, le réalisateur Roger Corman a confirmé, dans le commentaire audio du DVD du film, qu'il se souvenait avoir tourné cette scène de façon improvisée mais ne pas l'avoir retenue au montage, se contentant donc de la fin figurant dans le scénario.